# Gregory Goodridge
Pour les articles homonymes, voir Goodridge (homonymie).
Gregory Ronald St. Clair Goodridge, né le 10 juillet 1971, est un joueur de football barbadien évoluant au poste de milieu de terrain.

## Biographie

### En club
Arrivé en Angleterre au milieu des années 1990, Gregory Goodridge évolue en D4 au sein du Torquay United FC avant de signer en 1995 au Queens Park Rangers FC où il a l'occasion de jouer en Premiership (7 matchs, 1 but marqué). Néanmoins, son expérience dans l'élite est de courte durée et il retourne dès 1996 dans les divisions inférieures du football anglais (Bristol City FC de 1996 à 2001, avec un prêt au Cheltenham Town FC, puis de nouveau Torquay United de 2001 à 2002).
Il repart à la Barbade et joue pour différents clubs locaux: Ellerton United FC, Brittons Hill FC et Rendezvous FC. Il est d'ailleurs sacré champion avec le deuxième club en 2009 (4 buts marqués). Depuis 2017, il est joueur et entraîneur-adjoint au sein de l'Ellerton United,.

### En équipe nationale
Pilier de la sélection de la Barbade des années 1990 et 2000, Gregory Goodridge en est international à 63 reprises (16 buts marqués). Il a l'occasion de disputer les éliminatoires des Coupes du monde de 1994 (où il fait ses débuts internationaux), 1998, 2002 et 2006 avec un total de 19 rencontres jouées pour 3 buts marqués.
Au niveau régional, il participe à plusieurs phases finales de Coupe caribéenne des nations en 2001, 2005, 2007 et 2008 et prend sa retraite internationale après ce dernier tournoi.

#### Buts en sélection
| Buts en sélection de Gregory Goodridge | Buts en sélection de Gregory Goodridge | Buts en sélection de Gregory Goodridge               | Buts en sélection de Gregory Goodridge | Buts en sélection de Gregory Goodridge | Buts en sélection de Gregory Goodridge | Buts en sélection de Gregory Goodridge |
|                                        | Date                                   | Lieu                                                 | Adversaire                             | Score                                  | Résultat                               | Compétition                            |
| -------------------------------------- | -------------------------------------- | ---------------------------------------------------- | -------------------------------------- | -------------------------------------- | -------------------------------------- | -------------------------------------- |
| 1.                                     | 26 mars 1995                           | Barbados National Stadium, Bridgetown (Barbade)      | Guyana                                 |                                        | 3-0                                    | QCAR 1995                              |
| 2.                                     | 28 avril 1996                          | Barbados National Stadium, Bridgetown (Barbade)      | Jamaïque                               | 1-0                                    | 2-0 a.p. (3 tab 4)                     | QCAR 1996                              |
| 3.                                     | 19 mai 1996                            | Barbados National Stadium, Bridgetown (Barbade)      | Dominique                              | 1-0                                    | 1-0                                    | QCM 1998                               |
| 4.                                     | 16 avril 2000                          | Barbados National Stadium, Bridgetown (Barbade)      | Aruba                                  | 2-0                                    | 4-0                                    | QCM 2002                               |
| 5.                                     | 4 avril 2001                           | André Kamperveen Stadion, Paramaribo (Suriname)      | Grenade                                | 1-0                                    | 2-1                                    | QCAR 2001                              |
| 6.                                     | 8 avril 2001                           | André Kamperveen Stadion, Paramaribo (Suriname)      | Aruba                                  | 4-1                                    | 5-2                                    | QCAR 2001                              |
| 7.                                     | 9 novembre 2002                        | Grenada National Stadium, St. George's (Grenade)     | Jamaïque                               | 1-0                                    | 1-1                                    | QGC 2003                               |
| 8.                                     | 11 novembre 2002                       | Grenada National Stadium, St. George's (Grenade)     | Grenade                                | 0-2                                    | 0-2                                    | QGC 2003                               |
| 9.                                     | 1er janvier 2004                       | Bermuda National Stadium, Hamilton (Bermudes)        | Bermudes                               | 0-3                                    | 0-4                                    | Match amical                           |
| 10.                                    | 1er janvier 2004                       | Bermuda National Stadium, Hamilton (Bermudes)        | Bermudes                               | 0-4                                    | 0-4                                    | Match amical                           |
| 11.                                    | 19 juin 2004                           | Warner Park, Basseterre (Saint-Christophe-et-Niévès) | Saint-Christophe-et-Niévès             | 3-2                                    | 3-2                                    | QCM 2006                               |
| 12.                                    | 30 janvier 2005                        | Barbados National Stadium, Bridgetown (Barbade)      | Saint-Vincent-et-les-Grenadines        | 2-1                                    | 3-1                                    | Match amical                           |
| 13.                                    | 6 février 2005                         | Barbados National Stadium, Bridgetown (Barbade)      | Antigua-et-Barbuda                     | 3-1                                    | 3-2                                    | Match amical                           |
| 14.                                    | 17 septembre 2006                      | Grand Bay (Dominique)                                | Dominique                              | 0-2                                    | 0-5                                    | Match amical                           |
| 15.                                    | 5 novembre 2006                        | Black Rock (Barbade)                                 | Grenade                                | 2-2                                    | 2-2                                    | Match amical                           |
| 16.                                    | 5 décembre 2008                        | Jarrett Park, Montego Bay (Jamaïque)                 | Trinité-et-Tobago                      | 1-0                                    | 1-2                                    | CAR 2008                               |

## Palmarès

### En club
- Brittons Hill FC
  - Champion de la Barbade en 2009[2].
  - Vainqueur de la Coupe de la Barbade en 2007.

- Rendezvous FC
  - Vainqueur de la Coupe de la Barbade en 2013.